# Thecla selika
Thecla selika är en fjärilsart som beskrevs av William Chapman Hewitson 1874. Thecla selika ingår i släktet Thecla och familjen juvelvingar. Inga underarter finns listade i Catalogue of Life.